# Torneo de Chennai 2013
El Aircel Chennai Open (Torneo de Chennai) es un evento de tenis de la serie 250, se disputó en Chennai, India en el SDAT Tennis Stadium desde el 31 de diciembre de 2012 hasta el 6 de enero de 2013.

## Cabezas de serie

### Individual
| Tenista            | Ranking | Preclasificada |
| Tomáš Berdych      | 6       | 1              |
| Janko Tipsarević   | 9       | 2              |
| Marin Čilić        | 15      | 3              |
| Stanislas Wawrinka | 17      | 4              |
| Benoît Paire       | 47      | 5              |
| Robin Haase        | 56      | 6              |
| Go Soeda           | 58      | 7              |
| Yen-Hsun Lu        | 60      | 8              |

- Ranking de 22 de noviembre de 2012

### Dobles
| Tenista                             | Ranking | Preclasificada |
| Mahesh Bhupathi Daniel Nestor       | 16      | 1              |
| Leander Paes Edouard Roger-Vasselin | 46      | 2              |
| Rohan Bopanna Rajeev Ram            | 56      | 3              |
| Jamie Delgado Ken Skupski           | 112     | 4              |

## Campeones

### Individuales masculinos
Janko Tipsarević venció a  Roberto Bautista-Agut por 3-6, 6-1, 6-3

### Dobles masculinos
Benoît Paire /  Stanislas Wawrinka  vencieron a  Andre Begemann /  Martin Emmrich por 6-2, 6-1